# بیگ فلتس (حوزه سرشماری)، نیویورک
بیگ فلتس (به انگلیسی: Big Flats) یک منطقهٔ مسکونی در ایالات متحده آمریکا است که در شهرستان چیمانگ، نیویورک واقع شده‌است. بیگ فلتس ۴۲٫۴ کیلومتر مربع مساحت و ۵٬۲۷۷ نفر جمعیت دارد و ۲۷۵ متر بالاتر از سطح دریا واقع شده‌است.